# ده بالا (سورماغ)
ده بالا (بالفارسية: ده بالا) هي منطقة سكنية تقع في إيران في الناحية المركزية، قسم سورماغ الريفي. يبلغ عدد سكانها حسب إحصاء السكان عام 2006 ميلادية 204 نسمة في 58 عائلة.